# Portalrubio
Portalrubio és una localitat del municipi de Pancrudo, a la comarca de la Comunitat de Terol, província de Terol, a Aragó. Està situat a la carretera comarcal A-1510 a 2,5 km. de la CN 211 (Alcolea del Pinar - Tarragona), en una zona muntanyosa pertanyent al Sistema Ibèric, recolzat en un vessant d'un turó situat en una foia o petita vall. Cap al sud s'alça una serra formada per tres pics, entre els quals destaca el conegut com «El Sant», de més de mil tres-cents metres d'altitud.

## Economia i vegetació
La seva economia és tradicionalment agrícola i ramadera. Fonamentalment es conreen productes de secà, com el blat, la civada o el trepadella. La ramaderia és predominantment ovina, tot i que fins als anys vuitanta encara és estabulada caps de boví per a la producció de llet.
Quant a la vegetació abunden els arbustos aromàtics, com el farigola, el romaní, el te de roca i l'argelaga. Entre les varietats forestals trobem el roure, el ginebre i l'alzina.

## Història
L'any 1248, per privilegi de Jaume I, aquest lloc es deslliga de la dependència de Daroca passant a formar part de Sesma de Barrachina a la Comunitat de Llogarets de Daroca, que el 1838 va ser dissolta.

## Patrimoni històric artístic
S'han trobat nombrosos fòssils lítics, i destaquen els jaciments arqueològics el poblat de la «Pedra de la Carrasquilla», del Bronze Final. També s'han trobat poblats ibèrics: «El Castell», «El Molinero" i "La Pedrosa".

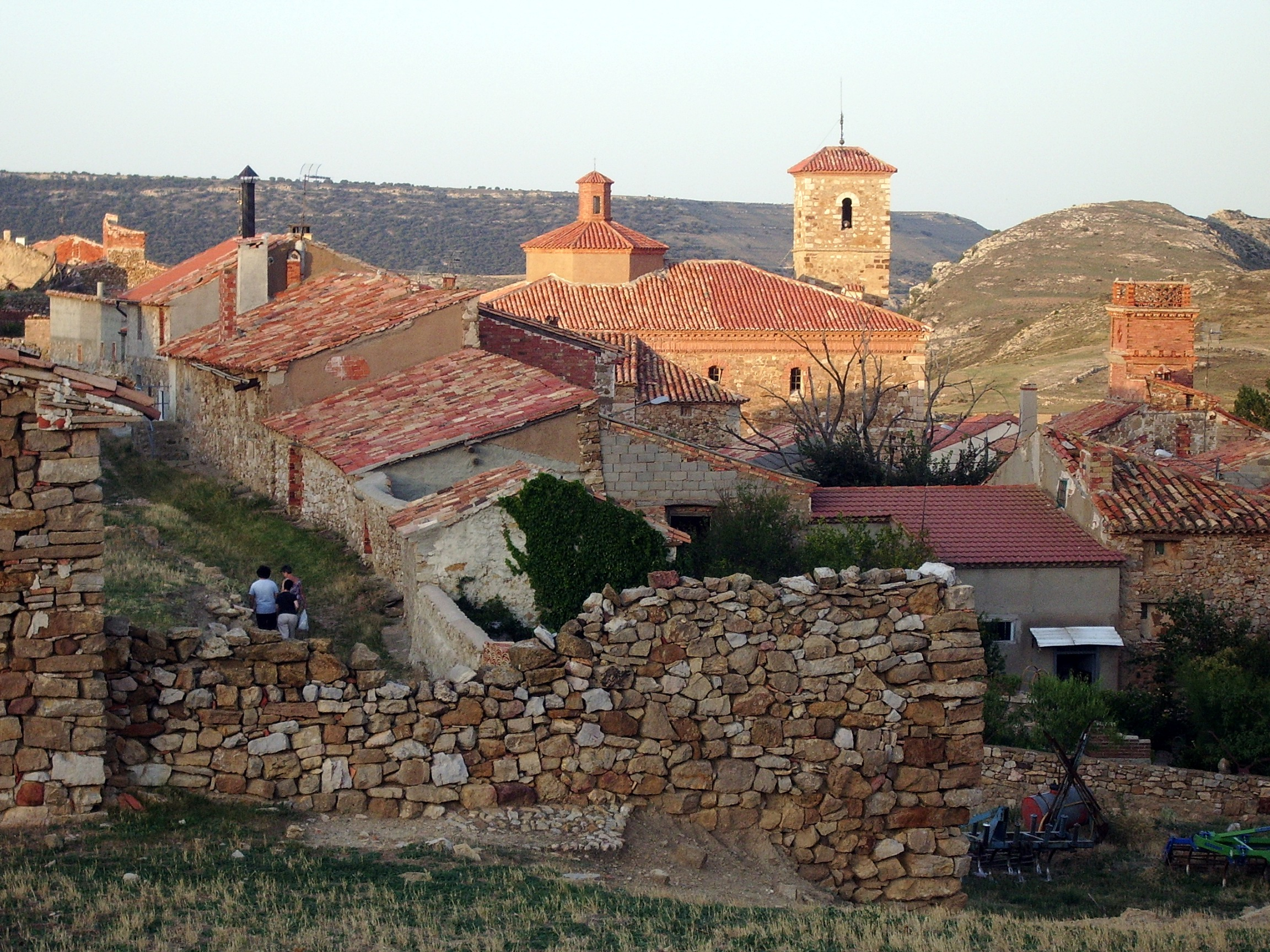
Vista con la iglesia de San Martín.

Del seu patrimoni històric artístic es pot assenyalar l'església de Sant Martí, d'estil barroc del segle xvii i la llotja.
Edificat en maçoneria, el temple de Sant Martí consta de tres naus, la central coberta amb volta de mig canó amb llunetes i les laterals amb volta aresta. Una de les voltes va ser reconstruïda el 1947 després de la seva enfonsament ocasionat pels danys de la Guerra Civil.
El presbiteri està cobert amb cúpula de mitja taronja i llanterna. D'aparença robusta i senzilla, només apareix ornamentada la seva portada i un fris convex que recorre els draps sobre l'altura dels pilars. El patrimoni d'objectes religiosos que albergava al seu interior va desaparèixer durant la guerra civil.
És ressenyable també la llotja, un edifici obert a una plaça per mitjà de dos grans arcs de mig punt de maó que descansen sobre una columna de pedra.
Les antigues escoles del poble han estat transformades per al seu ús museístic. Diferents seccions alberguen una instal·lació que mostra la utilleria escolar dels anys de postguerra i fons etnogràfics que recullen vestimenta i estris de la tradició popular. L'escola és seu de l'associació cultural "El forn" que edita la revista cultural El Jaraiz, terme que fa referència als abeuradors del bestiar d'aquesta zona.

## Festes i tradicions

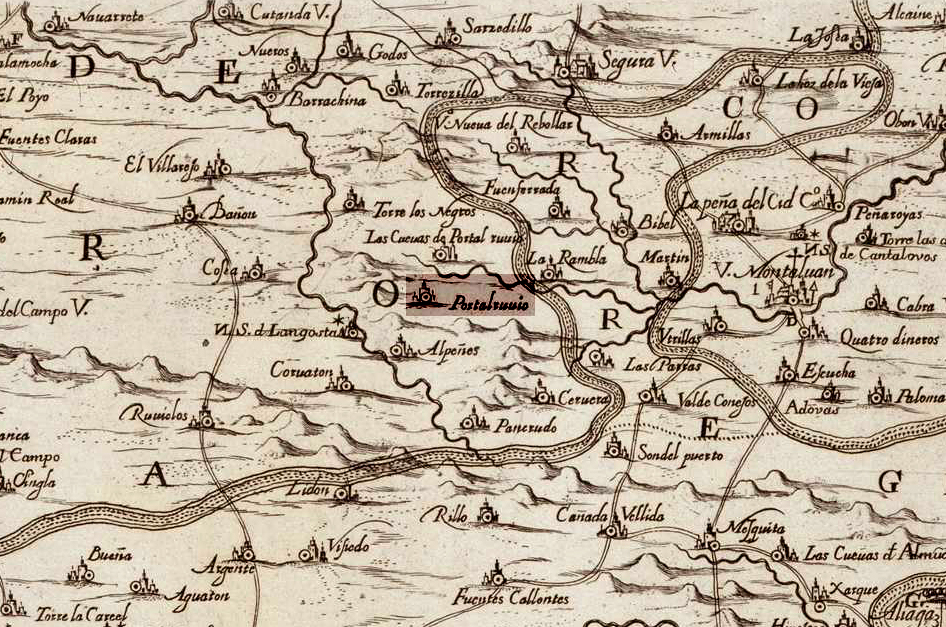
Detall de la localització de Portalrubio al mapa del Regne d'Aragó de Joan Baptista Laban (1619). Al sud-oest de la localitat s'aprecia l'existència del santuari de la Mare de Déu de la Llagosta, a qui els portalrubienses acudien dues vegades l'any en romeria.

En les festes patronals, en honor de Sant Roc, es canten uns goigs a Sant Abdó i Sant Senén (dels que es veneraven les seves relíquies) coneguts com «Els sants de pedra» perquè són sants protectors de la calamarsa, que en aquesta regió es coneix com a «pedra» o simplement «pedra». La tornada d'aquests goigs diu així:
| « | Guardad los campos de piedra, Abdón y Senén sagrados | » |

En l'actualitat se celebren el primer cap de setmana d'agost. Portalrubio es va convertir en el primer poble que canviava les seves festes patronals de les dates tradicionals al mes d'agost. Canvi que en els anys successius van realitzar la majoria dels pobles de la comarca.
Una tradició assenyalada és la romeria que es realitza el primer diumenge de juny i el primer diumenge d'octubre a l'ermita de la Mare de Déu de la Llagosta, situada al proper municipi de Alpeñés.
Des de l'any 2007 se celebra una altra festa que constitueix, al mateix temps que reclam turístic, una forma de recuperar tradicions i oficis antics. En el pont de la Puríssima se celebra el dia medieval i tradicional de Portalrubio amb la recuperació de l'activitat a l'antiga ferreria, el forn moro comunitari i la gastronomia d'èpoques passades